# Les Salles-Lavauguyon
Les Salles-Lavauguyon è un comune francese di 175 abitanti situato nel dipartimento dell'Alta Vienne nella regione della Nuova Aquitania.

## Società

### Evoluzione demografica
Abitanti censiti